# الدوري الجنوبي لكرة القدم 1938–39
الدوري الجنوبي لكرة القدم 1938–39 (بالإنجليزية: 1938–39 Southern Football League)‏ هو موسم من الدوري الجنوبي الممتاز. فاز فيه كولتشستر يونايتد.